# Autophila cypriaca
Autophila cypriaca là một loài bướm đêm trong họ Erebidae.